# Manteo Mitchell
Manteo Mitchell (né le 6 juillet 1987) est un athlète américain, spécialiste du 400 mètres.

## Biographie
Il remporte le titre du relais 4 × 400 mètres des Championnats du monde en salle 2012, à Istanbul, aux côtés de ses compatriotes Frankie Wright, Calvin Smith, Jr. et Gil Roberts. L'équipe des États-Unis devance le Royaume-Uni et Trinité-et-Tobago.
Sélectionné pour le relais 4 × 400 m hommes des Jeux olympiques de 2012, Mitchell est victime d'une fracture du péroné durant son passage en séries. Il termine néanmoins son relais et transmet le témoin à Joshua Mance. Les États-Unis, deuxièmes de cette course, se qualifient pour la finale.

### Palmarès
| Date | Compétition                    | Lieu     | Résultat | Épreuve   |
| ---- | ------------------------------ | -------- | -------- | --------- |
| 2012 | Championnats du monde en salle | Istanbul | 1er      | 4 × 400 m |
| 2012 | Jeux olympiques                | Londres  | 2e       | 4 × 400 m |

### Records
| Épreuve | Épreuve      | Performance | Lieu        | Date            |
| ------- | ------------ | ----------- | ----------- | --------------- |
| 400 m   | En plein air | 44 s 96     | Eugene      | 24 juin 2012    |
| 400 m   | En salle     | 46 s 17     | Albuquerque | 26 février 2012 |